# Кобижчанська Дача (заказник)
Кобижча́нська Да́ча — ботанічний заказник місцевого значення в Україні. Розташований у межах Бобровицького району Чернігівської області, на північ від села Браниця. 
Площа 1684 га. Статус присвоєно згідно з рішенням Чернігівської обласної ради від 27.12.2001 року. Перебуває у віданні ДП «Ніжинське лісове господарство» (Кобижчанське л-во, кв. 1, 2, 42-48, 56-62, 69-76, 102–106). 
Статус присвоєно для збереження частини лісового масиву з насадженнями дуба і сосни. У домішку — береза, вільха.
У трав'яному покрові зростають яглиця звичайна, осока волосиста, конвалія звичайна та інші неморальні види-супутників дуба. Трапляються лілія лісова, коручка темно-червона, коручка морозниковидна, любка дволиста, гніздівка звичайна, занесені до Червоної книги України. 
Поширені фонові види поліської фауни - сарна європейська, свиня дика, заєць сірий, лисиця звичайна.